# Clytrasoma
Clytrasoma es un género de escarabajos de la familia Chrysomelidae.
El género fue descrito inicialmente en 1908 por Jacoby. Contiene las siguientes especies:
- Clytrasoma bistripunctata Medvedev, 1999
- Clytrasoma brivioi Takizawa, 1990
- Clytrasoma celebensis Medvedev, 1999
- Clytrasoma laysi Medvedev, 2002
- Clytrasoma mohamedsaidi Medvedev, 1999